# A Vasököl epizódjainak listája
Ez a lista a Vasököl epizódjait sorolja föl.

## Évadáttekintés
| Évad | Évad | Epizódok | Megjelenés          |
| ---- | ---- | -------- | ------------------- |
|      | 1    | 13       | 2017. március 17.   |
|      | 2    | 10       | 2018. szeptember 7. |

### Első évad (2017)
| Sor. | Év. | Cím                                                           | Rendező          | Író                                                | Premier           |
| ---- | --- | ------------------------------------------------------------- | ---------------- | -------------------------------------------------- | ----------------- |
| 1.   | 1.  | A hó utat enged (Snow Gives Way)                              | John Dahl        | Scott Buck                                         | 2017. március 17. |
| 2.   | 2.  | Az árnysólyom felszáll (Shadow Hawk Takes Flight)             | John Dahl        | Scott Buck                                         | 2017. március 17. |
| 3.   | 3.  | Mennydörgő ágyú-ütés (Rolling Thunder Cannon Punch)           | Tom Shankland    | Quinton Peeples                                    | 2017. március 17. |
| 4.   | 4.  | Bagua sárkánytenyér (Eight Diagram Dragon Palm)               | Miguel Sapochnik | Scott Reynolds                                     | 2017. március 17. |
| 5.   | 5.  | A lótuszlevél alatt (Under Leaf Pluck Lotus)                  | Uta Briesewitz   | Cristine Chambers                                  | 2017. március 17. |
| 6.   | 6.  | A halhatatlan kilép a barlangból (Immortal Emerges from Cave) | RZA              | Dwain Worrell                                      | 2017. március 17. |
| 7.   | 7.  | Gyökerestül kitépett fa (Felling Tree with Roots)             | Farren Blackburn | Ian Stokes                                         | 2017. március 17. |
| 8.   | 8.  | A törések áldása (The Blessing of Many Fractures)             | Kevin Tancharoen | Tamara Becher-Wilkinson                            | 2017. március 17. |
| 9.   | 9.  | Minden agónia úrnője (The Mistress of All Agonies)            | Jet Wilkinson    | Pat Charles                                        | 2017. március 17. |
| 10.  | 10. | Fekete tigris-támadás (Black Tiger Steals Heart)              | Peter Hoar       | Quinton Peeples                                    | 2017. március 17. |
| 11.  | 11. | Lovat az istállóba (Lead Horse Back to Stable)                | Deborah Chow     | Ian Stokes                                         | 2017. március 17. |
| 12.  | 12. | Tiltsd ki a nagyfőnököt (Bar the Big Boss)                    | Andy Goddard     | Scott Reynolds                                     | 2017. március 17. |
| 13.  | 13. | A sárkány a tűzzel játszik (Dragon Plays with Fire)           | Stephen Surjik   | Scott Buck & Tamara Becher-Wilkinson & Pat Charles | 2017. március 17. |

### Második évad (2018)
| Sor. | Év. | Cím                                                        | Rendező            | Író                 | Premier             |
| ---- | --- | ---------------------------------------------------------- | ------------------ | ------------------- | ------------------- |
| 14.  | 1.  | Vasököl haragja (The Fury of Iron Fist)                    | David Dobkin       | M. Raven Metzner    | 2018. szeptember 7. |
| 15.  | 2.  | Ez a város nem fog égni (The City's Not for Burning)       | Rachel Talalay     | Jon Worley          | 2018. szeptember 7. |
| 16.  | 3.  | Ez a halálos titok... (This Deadly Secret)                 | Toa Fraser         | Tatiana Suarez-Pico | 2018. szeptember 7. |
| 17.  | 4.  | A célpont: Vasököl (Target: Iron Fist)                     | MJ Bassett         | Jenny Lynn          | 2018. szeptember 7. |
| 18.  | 5.  | A sárkány szíve (Heart of the Dragon)                      | Mairzee Almas      | Declan de Barra     | 2018. szeptember 7. |
| 19.  | 6.  | A sárkány hajnalban meghal (The Dragon Dies at Dawn)       | Philip John        | Matthew White       | 2018. szeptember 7. |
| 20.  | 7.  | Kétségek vihara (Morning of the Mindstorm)                 | Stephen Surjik     | Rebecca Dameron     | 2018. szeptember 7. |
| 21.  | 8.  | Egy lépésre a bosszútól (Citadel on the Edge of Vengeance) | Julian Holmes      | Melissa Glenn       | 2018. szeptember 7. |
| 22.  | 9.  | Vég nélküli háború (War Without End)                       | Sanford Bookstaver | Daniel Shattuck     | 2018. szeptember 7. |
| 23.  | 10. | Összecsapás (A Duel of Iron)                               | Jonas Pate         | M. Raven Metzner    | 2018. szeptember 7. |